# Argilos
Argilos (en grec antic Ἄργιλος) era una ciutat de Macedònia al districte de Bisàltia entre Amfípolis i Bromiscos. Va ser fundada com una colònia d'Andros, segons Tucídides.
Segons Heròdot la ciutat es trobava una mica a la dreta del camí que va seguir Xerxes quan va envair Grècia durant les guerres mèdiques i, per tant, havia d'estar situada cap a l'interior. El seu territori arribava fins al riu Estrímon. L'any 424 aC a la guerra del Peloponès es van unir al general espartà Bràsides contra la ciutat d'Amfípolis, colònia dels atenencs i rival d'Argilos.
En el tractat que es va establir amb la pau de Nícies s'establia que es respectava la neutralitat d'Argilos, Estagira, Acantos, Olint, Skolos i Espartolos.